# Vault (2019)
Vault ist ein US-amerikanischer Kriminalfilm-Drama von Tom DeNucci über den Bonded Vault-Überfall, bei dem der Patriarca-Familie von der US-amerikanischen Cosa Nostra im Jahr 1975 circa 30 Millionen US-Dollar gestohlen wurden.
Der Film hatte am 7. Juni 2019 in Providence Premiere und lief am 14. Juni 2019 in wenigen US-amerikanischen Kinos an.

## Handlung
Eine Gruppe von Kleinkriminellen plant in Rhode Island im Jahr 1975 den bis dato größten Raub in der Geschichte der Vereinigten Staaten. Bei dem Coup soll dem Patriarca-Clan der italo-amerikanischen Mafia 30 Millionen US-Dollar entwendet werden.

## Produktion
Der Film wurde von Dos Dudes Pictures und Verdi Productions produziert.